# Joan Roig

Retablo de San Paciano en la catedral de Barcelona, obra de Joan Roig. En el centro hay una imagen de San Paciano, obispo de Barcelona.

Joan Roig (Barcelona 1629/1635, 1704) fue un escultor catalán de estilo barroco.
Fue discípulo del escultor Domènec Rovira. Después de una serie de encargos sin gran importancia, aparte de obras que se creen desaparecidas o en vías de estudio, le contrataron  en el año 1688, para la realización de los retablos de la Merced y San Pedro Nolasco y de San Paciano para la catedral de Barcelona, se tiene constancia que trabajó en ellos ayudado por su hijo también escultor, en estos retablos se muestran como un claro ejemplo de composición barroca y del espíritu realista de las figuras.
En el segundo tercio del siglo XVII ejecutó la pila bautismal de la Catedral de Santa María de Gerona, labrada con las doce imágenes de los apóstoles y para la iglesia parroquial de la ciudad de Sitges, realizó el retablo de la Virgen de los Dolores así como para la misma iglesia la caja del órgano.